# Saint Ann’s Bay
Saint Ann’s Bay – miasto w północnej Jamajce w hrabstwie Surrey. Miasto jest stolicą regionu Saint Ann.

## Historia
W 1494 roku flota drugiej wyprawy Krzysztofa Kolumba ochrzciła napotkanych w zatoce Indian. Podczas czwartej wyprawy ze względu na uszkodzenie okrętu Kolumb utknął w zatoce na 12 miesięcy. Wykorzystał wiedzę o dacie zaćmienia księżyca w celu zapewnienia swojej załodze wyżywienia od miejscowych Indian do czasu przybycia pomocy z Dominikany.
W 1509 roku hiszpanie zbudowali pierwszą osadę. Opuszczona w drugiej połowie XVI wieku została zajęta przez brytyjczyków i założono tu plantacje trzciny cukrowej.

## Urodzeni w Saint Ann’s Bay
- Marcus Garvey - ideolog czarnego nacjonalizmu (garveizm)[1].
- Burning Spear - wykonawca muzyki roots reggae.